# Zügelfeinsänger
Der Zügelfeinsänger (Oreophilais robertsi), auch Robertsprinie genannt, ist ein mittelgroßer Singvogel aus der Familie der Halmsängerartigen (Cisticolidae). Früher wurde die Art in die Gattung Prinia klassifiziert. Aufgrund der genetischen Unterschiede zu den anderen Arten der Gattung Prinia, stellte der schottische Ornithologe Phillip Alexander Clancey 1991 die monotypische Gattung Oreophilais für dieses Taxon auf. Benannt wurde die Zügelfeinsänger nach Austin Roberts, einem prominenten südafrikanischen Ornithologen.

## Beschreibung
Der Zügelfeinsänger erreicht eine Größe von 14 bis 15 Zentimetern. Das Gewicht liegt bei 9 Gramm. Der Kopf ist olivbraun und die Augen sind gelb gefärbt. Der Schnabel und die Kehle weisen eine graue Tönung auf. Der Rücken und die Beine sind braun.

## Verbreitung und Lebensraum
Ihr Verbreitungsgebiet ist Simbabwe und Mosambik. Sie lebt an den Rändern und Lichtungen von Bergwäldern (gewöhnlich in Höhen über 1400 m).

## Lebensweise
Die Art ist monogam. Das Nest wird im dichten Blätterdach gebaut, wo es gut mit Zweigen und Laub geschützt ist. Das Weibchen legt zwei bis drei braune Eier. Der Zügelfeinsänger durchstreift das dornige Untergestrüpp einzelgängerisch oder in Paaren. Ihre Nahrung besteht aus Insekten wie Schmetterlingen, Heuschrecken, Ameisen, Wespen und Bienen.